# 福寿山镇
福寿山镇，中华人民共和国湖南省岳阳市平江县下属的一个镇，位于平江县南部。

## 建制沿革
- 1956年，属东风公社；
- 1961年，析置思村公社；
- 1984年，改置思村乡；
- 1995年，芦洞乡并入；
- 2009年，改置福寿山镇。

## 行政区划
福寿山镇下辖24个行政村：
- 尚山村、洞下村、北山村、石圳村、林场村、白寺村、小水村、塔坳村、吉星村、英家村、横洞村、双义村、到湾村、塘坊村、奖山村、九安村、三塘村、芦洞村、保丰村、五等村、高家村、古沅村、思和村、大和村